# Телоніус Монк
Тело́ніус Монк (англ. Thelonious Monk; 10 жовтня 1917 — 17 лютого 1982) — видатний джазовий піаніст і композитор, один з родоначальників бібопу. У своїй творчості дотримувався оригінального стилю, був авангардистом і примітивістом, його манера гри була не зовсім характерна для джазу: його музика була «рваною», характеризувалась великою кількістю стрибків. Проте, такі його композиції, як «Round Midnight», «Ruby My Dear», «52nd Street Theme» і багато інших стали класикою джазу й пізніше виконувалися багатьма музикантами.

## Біографія

### Дитинство і юність
Народився Телоніус Монк 10 жовтня 1917 року; у родині Барбари Монк (до шлюбу Беттс) та Телоніуса Монка, він був другою дитиною (сестру Монка звали Меріон, вона була старше його на два роки, молодшого брата звали Томас). Сам музикант у різний час називав різні дати свого народження, точно ж дата була встановлена тільки в 1968 році, коли критик Леонард Фезер знайшов оригінал свідоцтва про народження. У цьому документі його ім'я записане як «Телоніус Монк-молодший». Друге ім'я, Спір, він, імовірно, привласнив собі на честь діда по материнській лінії.
У віці трьох років музикант разом з родиною переїхав у Нью-Йорк, на Манхеттен. У квартирі за адресою 243 West 63rd St, де вони оселилися, він прожив майже все подальше життя — спочатку з матір'ю, сестрою й братом (батько залишив родину незабаром після переїзду й повернувся в Рокі Маунт), а потім із дружиною й дітьми. Барбара Монк була змушена працювати на декількох роботах одночасно, щоб прогодувати дітей; але крім фінансових труднощів ніщо не ускладнювало дитинства хлопчика: моральна обстановка в родині була гарною, у школі він учився добре (хоча й мав проблеми в спілкуванні з однолітками), особливо любив фізику й математику.
Уперше за фортепіано Телоніус сіл у віці 6 років. Періодично він брав уроки, але академічної музичної освіти так і не одержав і був невисокої думки про вищу освіту в цілому. Своїми кумирами він уважав Дюка Еллінгтона, Джеймса Джонсона й інших страйд-піаністів того часу.
В 1940 році він отримав роботу піаніста в легендарному манхеттенському клубі «Minton's Playhouse». На цій роботі Монк заробляв усього 17 доларів на тиждень, але одержував велике задоволення від імпровізацій з барабанщиком Кенні Кларком: вони виробили свою власну манеру гри, ускладнюючи композиції, щоб відсіювати посередніх виконавців, що бажали виступати з ними разом. 1942 року в клубі стали з'являтися Діззі Гіллеспі й Чарлі Паркер, які запозичили систему акордів і стиль Монка й стали загальновизнаними родоначальниками бібопа, що до 1944 року здобув популярність і комерційний успіх. У тому ж 44-м Монк покинув «Minton's Playhouse», не домігшись визнання широкої публіки.

### Ранні записи (1944–1954)
В 1944-му зробив свій перший студійний запис разом із квартетом Коулмена Хокінса. Хокінс був першим відомим музикантом, що повірив у талант молодого Телоніуса Монка, і той згодом відплатив йому за довіру запрошенням взяти участь у записах 1957 року з Джоном Колтрейном.
В 1947 році відбулося дві дуже важливих для Монка події. Настав переломний момент у його кар'єрі: у серпні він підписав контракт на п'ять років зі студією звукозапису «Blue Note Records» і зробив перший самостійний студійний запис. Відбулися зміни й у його особистому житті: цього року він одружився з Неллі Сміт, яку знав з 15-літнього віку; це дуже сильно вплинуло на життя музиканта: дружина піклувалося про нього й підтримувала у всьому. Через 2 роки в них народився син Телоніус Спир-младший (у дитинстві носив прізвисько Toot на честь кораблика з мультфільмів уолта Диснея і батько присвятив йому п'єсу «Little Rootie Tootie». Як і батько, присвятив своє життя джазу; ударник й композитор, виступає під ім'ям Т. С. Монк), а в 1953 році — дочка Барбара (сімейне прізвисько — «Бу-бу»).
Роботи Монка усе ще не мали широкого успіху в публіки: його оригінальну манеру виконання багато хто вважав дилетанською. Він багато пив, курив марихуану і вживав медикаменти (це почалося ще під час його роботи в «Minton's Playhouse», де подібний стиль життя вважався нормою). 1948 року Монк уперше був обвинувачений у злочині: у нього виявили марихуану. На рік конфіскована його кабаре^-кард (посвідчення, що дозволяє виступати в закладах, де подають спиртне), і таким чином він фактично втратив свій основний заробіток. В 1951 вибухнув новий скандал: у машині, де знаходся Монк, його друг піаніст Бад Пауелл і двоє невідомих, був виявлений героїн. Музиканта заарештували, а його кабаре^-кард вилучена на шість років. Таким чином, він втратив можливість виступати у будь-якому клубі Нью-Йорка. Це стало для Монка справжньою трагедією: йому доводилося задовольнятися виступами в театрах і на концертах за містом. Крім того, «Blue Note Records» заморозила контракт із музикантом, а коли він був відновлений, комерційний успіх так і не прийшов.
В 1952 році термін контракту закінчився, і Монк почав працювати на студії «Prestige Records». Багато записів цього періоду стали знаковими: спільні роботи з саксофоністом Сонні Роллінзом, барабанщиком Артом Блейкі і Майлзом Девісом. Його стосунки з колегами складалися по-різному: до молодого Роллінза він ставився з повагою, а от до Девіса виявляв ворожість. У свою чергу, Девіса дратувала манера Монка відволікати увагу від солюючої труби своїми божевільними пасажами: він не дуже підходив на роль акомпаніатора, і музиканти часто сварилися.
В 1953 Монк познайомився з баронесою Паннонікою де Кенігсвартер, дочкою банкіра Натаніела Чарльза Ротшильда, що опікувалася музикантам. Вона надала значну допомогу йому і Чарлі Паркеру, коли в них обох не було можливості виступати в кабаре. Баронеса залишилася близькою подругою Монка до кінця його життя.

### У студіях «Riverside» й «Columbia Records»
В 1955 році колега й друг Монка Чарлі Паркер помер. Ця сумна подія привернула увагу широкої публіці до світу джазу, і платівки Телоніуса Монка стали продаватися краще. Він уклав контракт зі студією «Riverside», власник якої, Оррін Кіпн'юс, переконав амбітного музиканта записати класичні джазові мелодії у своїй інтерпретації. Так був створений альбом «Thelonious Monk Plays Duke Ellington», що високо був оцінений Дюком Еллінгтоном і зміг розбудити інтерес публіки до Телоніуса Монка, проте цей альбом не дуже високо цінується критиками, які вважають його однією зі слабкіших записів музиканта.

Телоніус Монк на обкладинці «Time»

В 1956 році телеканал CBS запросив Монка взяти участь у шоу «Зірки джазу», де він привернув загальну увагу своєю дивною манерою ніколи не згинати пальців, натискаючи на клавіші. У цьому ж році був записаний, мабуть, найзнаменитіший альбом музиканта — «Brilliant Corners» (при участі тенора-саксофоніста Сонні Роллінса). Заголовна композиція альбому була так складна, що жоден із записаних варіантів не був ідеальним, і в підсумку в альбом увійшла версія, склеєна з декількох невдалих записів. 1957 року зусиллями баронеси де Кенігсвартер і Харрі Коломбі, нового менеджера Монка, музикантові вдалося відновити кабаре^-кард. Незабаром він почав працювати в джаз-клубі «Five Spot» на чолі створеного їм квартету. Споконвічно з ним грав Джон Колтрейн, але наприкінці 1958-го його місце зайняв Джонні Гріффін, а потім Чарлі Роуз, що протримався в колективі цілих 12 років. У цьому ж році трапився черговий скандал, музикант знову потрапив під суд за зберігання наркотиків і був не має змоги виступати в клубах на 2 роки. 1959 року він ледь не потрапив у психіатричну лікарню через своє асоціальне й дивне поводження, але поступово за допомогою своєї дружини йому вдалося прийти в нормальний стан.
Його музика (разом з Артом Блейкі) увійшла в саундрек фільму «Зникаючі жінки» («Des Femmes Disparaissent») з эдуарда Молинаро, Монк все-таки домігся з популярності. В 1963-м році він був включений читачами журналу «Down Beat» у Зал Слваи джазу (цікаво, що він так ніколи й не ввійшов у цей список за версією критиків), 1964-м журнал «Time» присвятив йому цілий номер, портрет Монка для обкладинки зробив Борис Шаляпін (син знаменитого співака). Журнал повинен був вийти 29 листопада 1963 року, але замість Монка на обкладинці з'явився Ліндон Джонсон, обраний президентом США після вбивства Кеннеді, і випуск був відкладений. У журналі був згаданий той факт, що музикант зловживає алкоголем і наркотиками.
У цей період Монк уклав контракт із «Columbia Records», але його нові композиції втратили колишню оригінальність: всі вони будувалися за одним планом й були схожі один на одного. Виключенням став його останній альбом, записаний у цій студії — «Underground».
Концерн CBS запропонував музикантові випустити альбом з піснями групи «The Beatles» у власній інтерпретації, щоб внести новизну в його творчість, але Монк відмовився. 1971 року він взяв участь у всесвітньому турне «Гіганти джазу», у цей же час записав свій останній альбом у трьох частинах на невеликій студії «Black Lion».

### Подальше життя
Після 1971-го музикант майже не виступав, свій останній концерт він дав улітку 1976 року. Монк до мінімуму скоротив свої контакти із зовнішнім світом, він оселився в будинку Паннонікі де Кенігсвартер, не виявляючи видимого інтересу ні до музики, ні до життя взагалі. 17 лютого 1982 року Телоніус Монк помер від інсульту; похований на цвинтарі Фернкліфф (Ferncliff Cemetery), у місті Хартсдейл, штат Нью-Йорк. Посмертно він одержав дві значні нагороди: в 1993 році з нагороджений премією «Греммі» за внесок у музичне мистецтво, а в 2006 році був визнаний гідним Пулітцерівської премії в області музики
В 1986 році був заснований Інститут джазу імені Телоніуса Монка — некомерційна освітня організація, покликана дати можливість молодим із усього світу вчитися у визнаних майстрів.
В 1989 році вийшов документальний фільм «Thelonious Monk: Straight, No Chaser» (у ролі продюсера виступив Клінт Іствуд), у якому члени родини й колеги Монка із про його життя й творчість.

## Творчість

Альбом 1964 року

Тільки в 80-их роках повністю оцінено вплив Монка на сучасний модерновий джаз. Його композиції стали скарбницею модерн-джазу, із якої щедро черпають інші митці: Буель Найділінгер заснував гурт String Jazz, що виконує суто музику Монка та мелодії Елінгтона; Стів Лейсі, котрий на початку 60-их грав суто музику Монка, записав два сольні альбоми. А альбоми типу «tribute» («на честь») Артура Блайта («Light Blue», 1983 r.), Ентоні Брекстона («Six Monk Compositions», 1987 r.), Пола Мошіена («Monk In Motian», 1988 r.) і Гала Вінтера («That's The Way I Feel Now», 1984 r.), на яких грають такі різні музиканти як: Fowler Brothers, Джон Зорн, Dr. John, Eugene Chadbourne і Peter Frampton, доводять, що композиції Монка все ще не втратили своєї актуальності і креативності.
Телоніус Монк був одним із вибраних композиторів XX століття, його композиція «Round Midnight» є чи не найчастіше записуваною джазовою темою. Монк був майстром уплітання в гарні, фанкові рифи, вишуканих, несподіваних гармонічних і ритмічних поєднань.

### Альбоми
| - Genius Of Modern Music (1947-52) - Thelonious Monk Trio (1953) - Thelonious Monk And Sonny Rollins (1954) - Pure Monk (1954) - Solo 1954 (1955) - Plays Duke Ellington (1956) - The Unique (1956) - Brillant Corners (1957) - Thelonious Himself (1957) - With John Coltrane (1957) - Mulligan Meets Monk (1957; з Гері Малігеном) - Art Blakey's Jazz Messengers with Thelonious Monk (Atlantic, 1957) - Thelonious in Action (Riverside, 1958) - Monk's Music (1958) - Misterioso (1958) - The Thelonious Monk Orchestra At Town Hall (Riverside, 1959) - 5 by Monk by 5 (Riverside, 1959) - Thelonious Alone in San Francisco (Riverside, 1959) - Thelonious Monk at the Blackhawk (Riverside, 1960) - Two Hours With Thelonious (1961) - Criss Cross (1963) - Monk's Dream (1963) - Big Band And Quartetln Concert (1964) - Miles & Monk At Newport (1964; з Майлзом Девісом) - It's Monk's Time (1964) | - Monk (1964) - Solo Monk (1965) - Straight No Chaser (1966) - Monk's Blues (1968) - Underground (1968) - Epistrophy (1971) - Something In Blue (1972) - The Man I Love (1972) - Sphere (1979) - Always Know (1979) - April In Paris/Live'71 (1981) - Live At The It Club'64 (1982) - Live At The Jazz Workshop'64 (1982) - Memorial Album 1954-60 (1982) - Tokyo Concerts'63 (1983) - The Complete Blue Note Recordings Of Thelonious Monk (1983) - The Great Canadian Concert of Thelonious Monk'65 (1984) - 1963 - In Japan (1984) - The Complete Black Lion And Vogue Recordings Of Thelonious Monk (1986) - The Composer (1987) - Live In Stockholm 1961 (1987) - Solo 1954 (1993) - The Nonet Live'67 (1993) |

## Виноски
1. 1 2  Southern E. Biographical Dictionary of Afro-American and African Musicians — Greenwood Publishing Group, 1982.
2. ↑  Find a Grave — 1996.
3. ↑  http://www.billboard.com/bbcom/thisday/index.jsp?JSESSIONID=CgsnJhHDZQ0BYhy8T2tdpV4Tj0GJryGFbgCjf0XXWy62bXhyYVNf!713327047
4. ↑  http://www.musicianguide.com/biographies/1608000346/Count-Basie.html
5. ↑  http://muse.jhu.edu/books/9780889206045/
6. ↑  http://www.hhv.de/shop/en/music/all/artist:thelonious-monk
7. ↑  http://www.duduki.net/cgi-bin/performer?id=P_33a97cce2c658807&s=p
8. ↑  http://www.fandalism.com/theboogie/bbo4
9. ↑  https://www.fye.com/s/product/2287876/Art-Tatum-Piano-Grand-Master-Box
10. ↑  http://musicbloodline.info/artist/MN0000142860/spotify
11. 1 2  Discogs — 2000.
12. ↑  MusicBrainz — MetaBrainz Foundation, 2000.
13. ↑  http://www.muzprosvet.ru/monk1.html
14. ↑  Свідоцтво про народження Телоніуса Монка. Архів оригіналу за 28 вересня 2007. Процитовано 27 червня 2008. [Архівовано 2007-09-28 у Archive.is]
15. ↑  http://www.pulitzer.org/year/2006/special-citation/
16. ↑  Архівована копія. Архів оригіналу за 20 травня 2007. Процитовано 27 червня 2008.{{cite web}}:  Обслуговування CS1: Сторінки з текстом «archived copy» як значення параметру title (посилання) [Архівовано 2007-05-20 у Wayback Machine.]
17. ↑  Lutz D. Schmadel. Dictionary of Minor Planet Names. — 5-th Edition. — Berlin, Heidelberg : Springer-Verlag, 2003. — 992 (XVI) с. — ISBN 3-540-00238-3.